# Kefe (tỉnh)
Tỉnh Kefe hay Caffa (tiếng Ottoman Turkish: ایالت كفه; Eyālet-i Kefê) là một eyalet (tỉnh) của Đế quốc Ottoman. Tỉnh trải dài trên bờ biển phía bắc của Biển Đen với sanjak chính (Pasha sanjak) nằm ở bờ biển phía nam của Krym. Tỉnh nằm dưới quyền cai trị trực tiếp của Ottoman, hoàn toàn tách biệt với Hãn quốc Krym. Thủ phủ của tỉnh là Kefe, tên tiếng Thổ Nhĩ Kỳ của Caffa (Feodosiya hiện đại ở Krym).

## Lịch sử
Thành phố Caffa và các khu vực xung quanh lần đầu tiên được đặt dưới quyền thống trị của Ottoman sau khi người Thổ đánh bại người Genova vào năm 1475, sau đó một sanjak có trung tâm tại Caffa được thành lập. Tỉnh Kefe được thành lập vào năm 1568 với tư cách là một beylerbeylik.  Theo lời của Evliya Çelebi vào thế kỷ 17, các sanjak của tỉnh "được cai trị bởi những Voivoda do Sultan Ottoman bổ nhiệm trực tiếp chứ không phải bởi các Hãn". Tỉnh được sáp nhập vào Hãn quốc Krym độc lập trong thời gian ngắn ngủi từ Hiệp định Küçük Kaynarca năm 1774. Bản thân Hãn quốc bị Đế quốc Nga thôn tính vào năm 1783.

## Hành chính
Các đơn vị hành chính của beylerbeylik Kefe trong khoảng thời gian 1700-1730 như sau:
1. Sanjak Pasha (Paşa Sancağı, Feodosiya)
2. Sanjak Akkerman (Akkerman Sancağı, Bilhorod-Dnistrovskyi)
3. Sanjak Bender (Bender Sancağı, Bender)
4. Sanjak Lâu đài Atshu (Kal'a-i Açu Sancağı, Temryuk?)
5. Sanjak Zane (Zane Sancağı)
6. Sanjak Kinburn (Kılburun Sancağı, Kinburn)

Sanjak Kefe
Đơn vị ban đầu
1. Kaza Mengub (Mangup)
2. Kaza Suğdak (Sudak)
3. Kaza Kerç (Kerch)
4. Kaza Azak (Azov)
5. Kaza Taman (Taman)

- Thành phố vị thế đặc biệt: Balıklagu (Balaklava) và İnkerman (Inkerman)[9]